# Valeins
Valeins ist eine französische Gemeinde im Département Ain in der Region Auvergne-Rhône-Alpes. Sie gehört zum Kanton Châtillon-sur-Chalaronne im Arrondissement Bourg-en-Bresse.

## Lage
Die Gemeinde Valeins liegt im Süden der Bresse am Nordwestrand der Seenlandschaft Dombes, 31 Kilometer westsüdwestlich von Bourg-en-Bresse. Umgeben wird Valeins von den Nachbargemeinden Saint-Étienne-sur-Chalaronne im Norden, Baneins im Osten, Chaneins im Süden sowie Peyzieux-sur-Saône im Westen.

## Bevölkerungsentwicklung
| Jahr                       | 1962 | 1968 | 1975 | 1982 | 1990 | 1999 | 2006 | 2014 | 2021 |
| -------------------------- | ---- | ---- | ---- | ---- | ---- | ---- | ---- | ---- | ---- |
| Einwohner                  | 85   | 78   | 74   | 67   | 61   | 67   | 93   | 133  | 131  |
| Quellen: Cassini und INSEE |      |      |      |      |      |      |      |      |      |

## Sehenswürdigkeiten

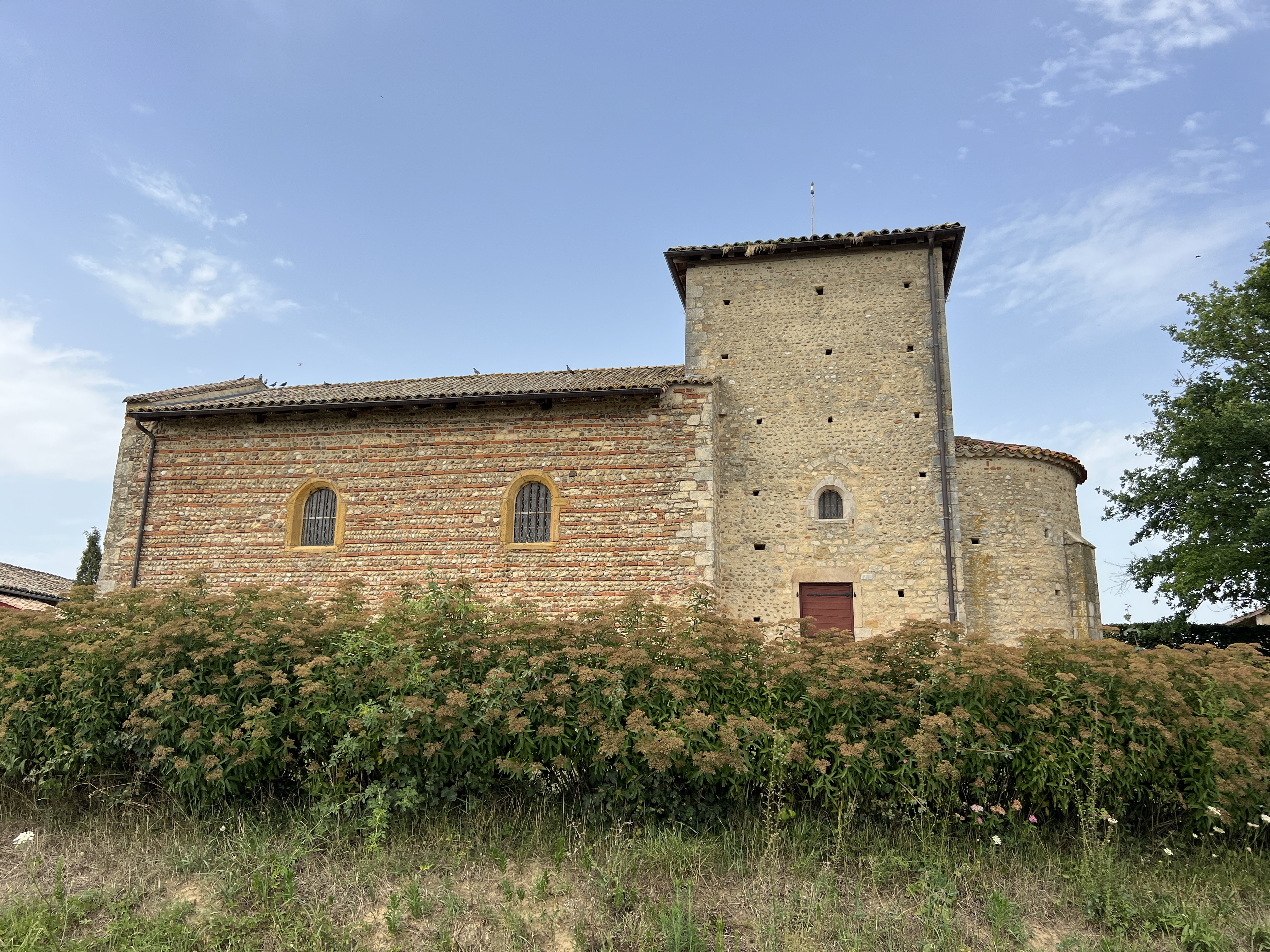
Kapelle Saint-Roch
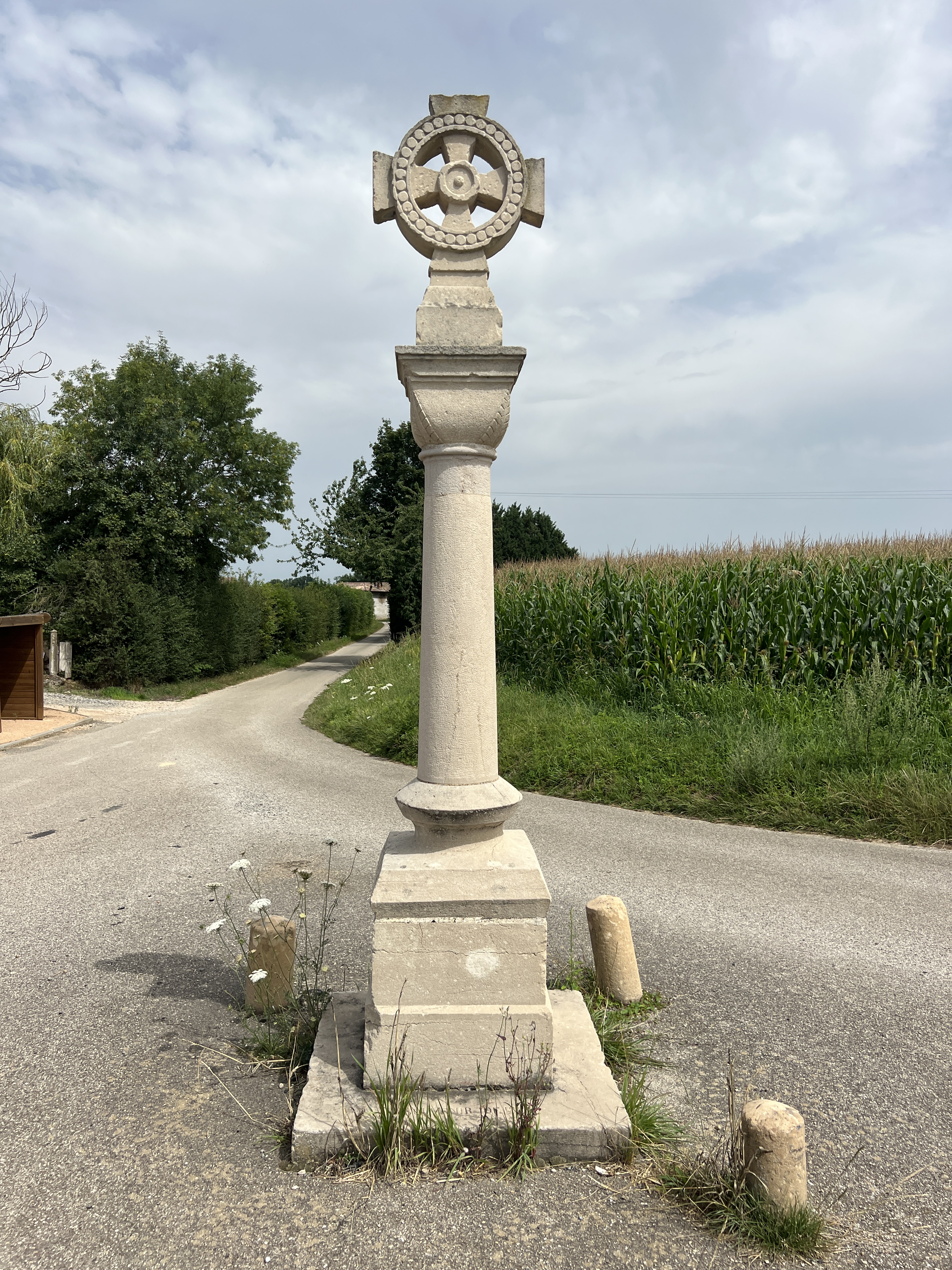
Wegkreuz im Ortsteil Les Trois Fourneaux
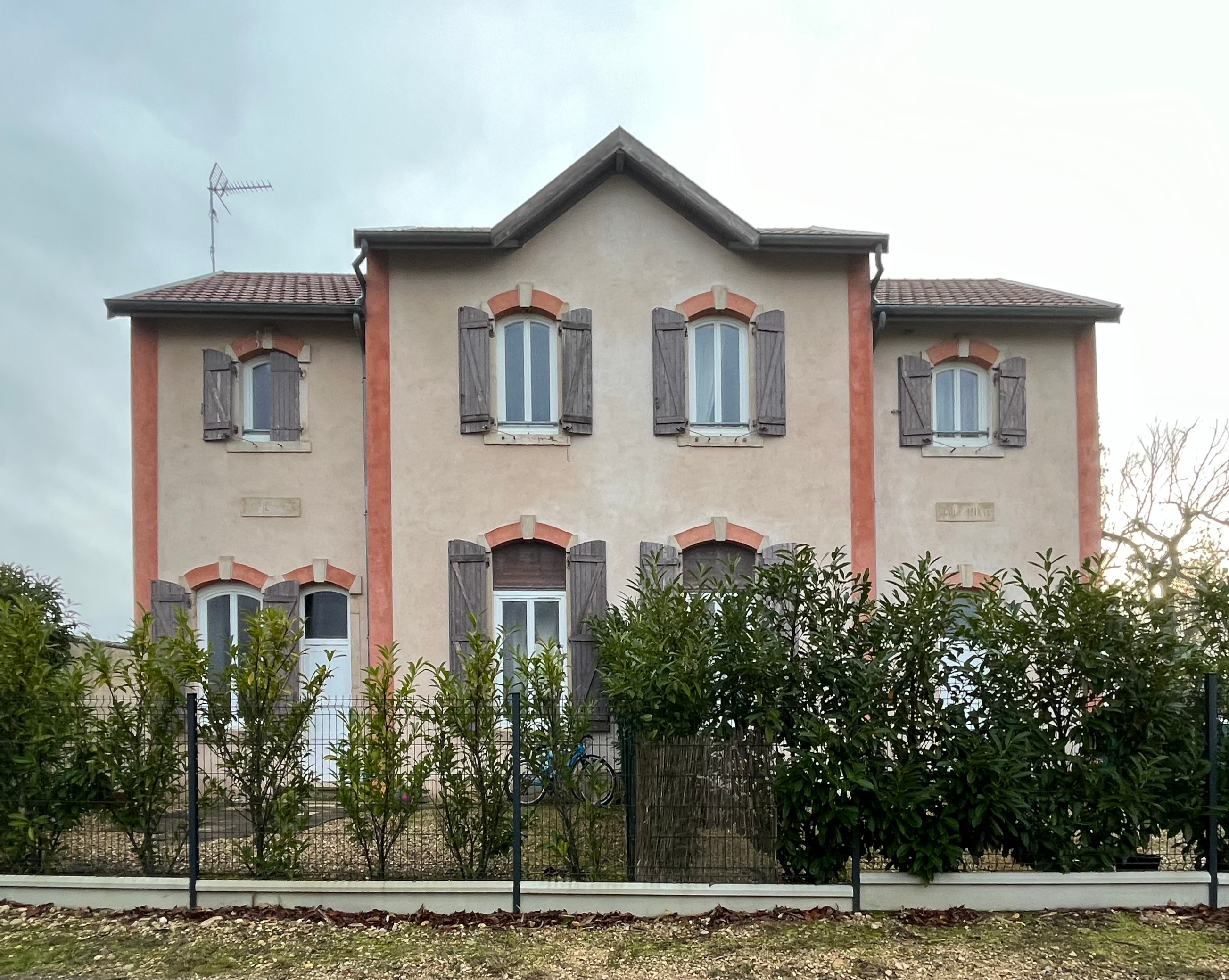
Ehemalige Schule
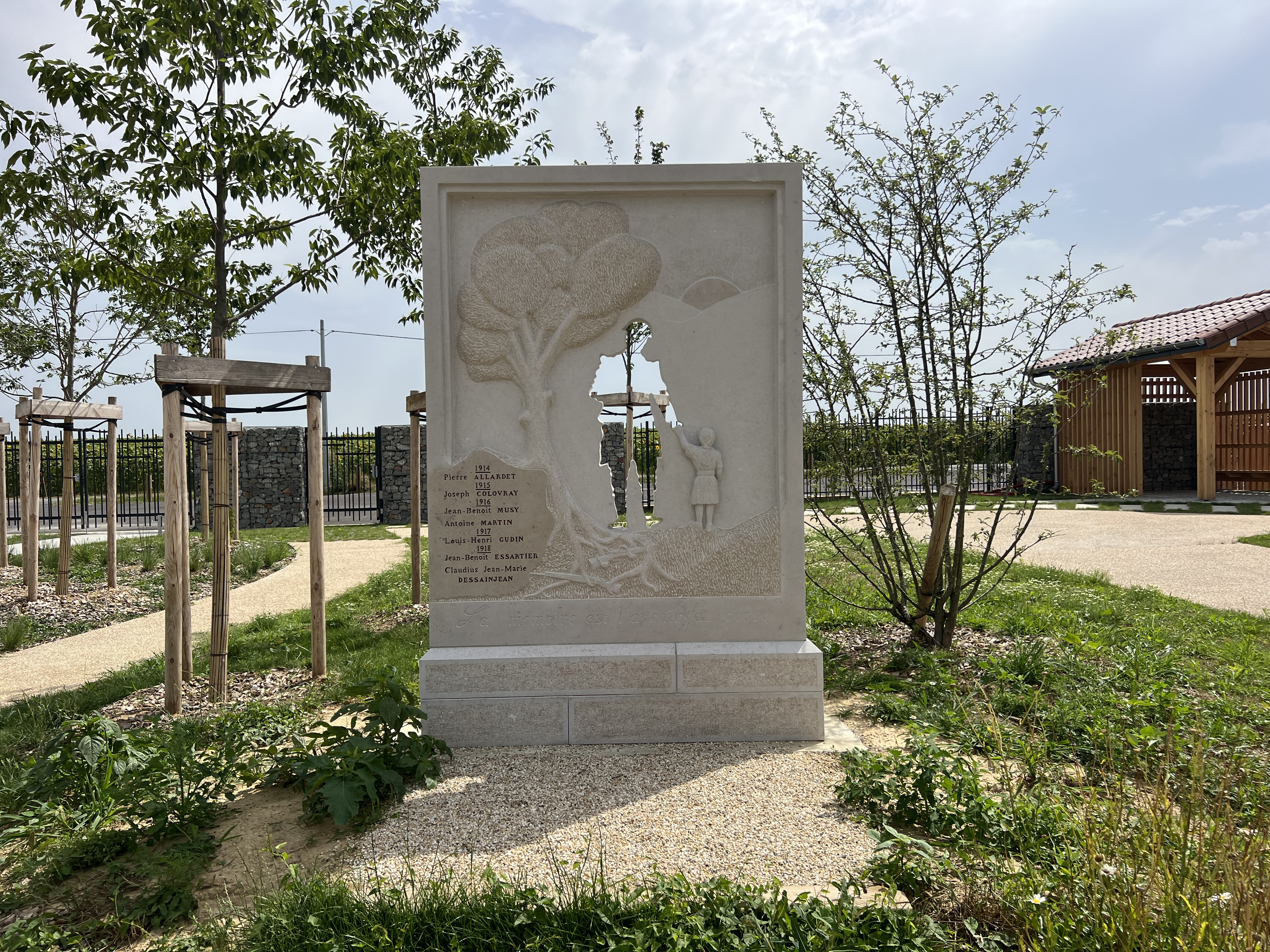
Gefallenendenkmal

- Kapelle Saint-Roch
- Wegkreuz im Ortsteil Les Trois Fourneaux
- Ehemalige Schule
- Gefallenendenkmal